# Instituto de Estadística de Navarra
El Instituto de Estadística de Navarra, también denominado Nastat, es un órganismo público oficicial del Gobierno de Navarra, es el elemento central del Sistema Estadístico de Navarra, encargado de la dirección, coordinación y promoción de la actividad estadística pública de interés para Navarra. Fue creado por la Ley Foral 11/1997, de 27 de junio, de Estadística del Navarra. Desde el año 2021 utiliza también, conjunta o alternativamente, la denominación Nastat, acrónimo de Navarra/Nafarroa y Estadística/Estatistika; anotado en su página web como (na)stat. Actualmente depende del Departamento de la Presidencia del Gobierno de Navarra.

## Origen y desarrollo
La Ley Foral 11/1997 regula la actividad estadística oficial de interés para Navarra, en su disposiciones cuenta con los antecedentes que supuso la regulación de esta actividad estadística del Servicio de Estadística creado en 1974 por le Diputación de Navarra, una actividad posteriormente regulada por el Decreto Foral 522/1991, de 25 de noviembre, que ya indicaba su carácter transitorio hasta que fuese regulado por una Ley Foral.
El art. 30 de la Ley Foral 11/1997 crea el Instituto de Estadística de Navarra como órgano de la Comunidad Foral de Navarra encargado de la actividad estadística de interés para Navarra, de acuerdo con ese mismo artículo este nuevo órgano quedó adscrito al Departamento de Economía y Hacienda. Sus funciones quedan recogidas en el art. 31 de la Ley Foral y entre ellas se encuentran las de promover, dirigir y coordinar la actividad estadística que se le confía, y difundir las estadísticas que elabore.
De acuerdo con lo previsto en el art. 26  de la Ley Foral 11/1997, el Plan de Estadística de Navarra se aprobará por el Parlamento de Navarra y tendrá una vigencia de cuatro años, salvo que la ley que lo apruebe establezca otro plazo. De acuerdo con lo previsto el Parlamento ha aprobado los planes para los periodos 1999-2002, 2003-2006, 2007-2010, 2011-2016, 2017-2020 y 2021-2024.Los Planes se desarrollan a través de los Programas Anuales de Estadística que aprueba el Gobierno de Navarra a propuesta del Consejero del Departamento al que está adscrito el Instituto de Estadística de Navarra.
La Ley Foral 5/2021, que aprobo el Plan de Estadística de Navarra para el cuadrienio 2021-2024, modificó la Ley Foral que creó el Instituto de Estadística de Navarra, de modo que este instituto pudiese utilizar también, conjunta o alternativamente el nombre de Nastat, u acrónimo de Navarra/Nafarroa y Estadística/Estatistika, similar al que utiliza la Agencia de Estadística de la Unión Europea.
Por otra parte la Ley Foral 18/2023, de 26 de octubre, modificó también la Ley Froal 11/1997, eliminando la previsión legal que establecía la dependencia del Instituto de estadística de Navarra del Departamento de Economía y Hacienda, por considerar que no era adecuado teniendo en cuenta el carácter transversal de la actividad estadística, permitiendo así que la adscripción a uno u otro departamento se adapte a las necesidades de cada momento.Mediante el Decreto Foral 238./2023, de 15 de noviembre, por el que se establece la estructura orgánica del departamento de Presidencia e Igualdad, se adscribe el Instituto de Estadística de Navarra a este departamento, dependiendo de la Dirección General de Planificación, Coordinación, Innovación y Evaluación de Políticas Públicas; ese mismo decreto foral, en los arts. 38-42 se establece su ámbito material y funcional, quedando estructurado en tres secciones: de Infraestructura Estadística, de Producción Estadística, y de Coordinación y Difusión Estadística.

## Sistema Estadístico de Navarra
El Instituto de Estadística de Navarra es el elemento central del Sistema Estadístico de Navarra  que, tal como establece el art. 29 de la Ley Foral 11/1997 queda formando por 
- El instituto de Estadística de Navarra
- Las unidades de los Departamentos y organismo, entes o empresas dependientes de ellos que realicen actividad estadística
- El Consejo de Estadística de Navarra

Corresponde al Instituto de Estadística de Navarra la planificación, normalización y coordinación técnica de la actividad de todas estas unidades.
El Consejo de Estadística de Navarra ejerce las funciones de asesoramientos, consulta, participación y mediación en relación con el Sistema Estadístico de Navarra.

## Estadísticas e Indicadores
De acuerdo con el Plan de Estadísticas vigente, y los Programas Anuales Nastat elabora estadísticas sobre los temas de interés para Navarra, en los siguientes campos 
- Economía y finanzas
- Población y fenómenos demográficos
- Estadísticas sociales
- Industria, construcción y servicios
- Medioambiente, desarrollo rural y energía
- Ciencia, tecnología y sociedad digital.

Además, con esta información, mantienen actualizados: 
- el Sistema de indicadores de Navarra (SIN), de acuerdo con lo previsto en el art. 11 de la Ley Foral 5/2021, de 10 de mayo, que aprobó el Plan de Estadística de Navarra 2021-2024.
- los indicadores municipales, para aquellos indicadores que disponen de desagregación territorial;
- los indicadores ods (objetivos de desarrollo sostenible, previstos en la Agenda 2030); en este caso, incluyendo la evolución de los ods tanto en Navarra como en España.

## Nomenclátor
Nastat mantiene actualizado el nomenclátor de población de Navarra, incluyendo junto con los datos que aporta el nomenclátor elaborado por el Instituto Nacional de Estadística, el carácter de cada una de las entidades singulares de población: ciudad, villa, lugar, caserío y si se tiene la consideración de concejo.
Además, Nastat proporciona los nomenclátor históricos elaborados por el INE, correspondientes a 1860, desde 1900 a 1970 (cada diez años) y 1981, 1986, 1991.